# Köpeczi János (orvos)
Köpeczi János (17. század) orvos és csillagász, I. Apafi Mihály erdélyi fejedelem udvari orvosa.

## Élete
A gyulafehérvári kollégiumban Apáczai Csere János tanítványa volt, aki megismertette Descartes filozófiájával. Feltehetően az 1658. évi tatárdúlás miatt került Sárospatakra, hogy ott folytassa tanulmányait. 1665. március 9-én a franekeri egyetemre iratkozott be, ahol bölcseleti végzettséget szerzett. 1666-ban Leidenben folytatta tanulmányait; itt jelent meg 1666-ban az üstökösökről írott értekezése, melyben kifejtette, hogy az üstökösök ugyanúgy nem tartoznak a csoda kategóriájába, mint a nap- vagy holdfogyatkozás. Orvosdoktori értekezését 1668-ban védte meg Johannes Coccejusnál.
Visszatérve egy ideig a sárospataki iskolában a bölcsészet tanáraként tevékenykedett. Miután 1671-ben Báthory Zsófia a jezsuitáknak adta át a sárospataki kollégiumot, Erdélybe menekült. 1673. május 13-ától I. Apafi Mihály fejedelem udvari orvosa lett, akinek szolgálatában mintegy negyedszázadot töltött el. Franciscus de le Boë Sylvius tanítványaként a jatrokémia híve volt. Bornemisza Anna fejedelemasszonynak házi patikát rendezett be.

## Családja
Első felesége Csókási Sára volt; házasságukból három gyermek született (Ferenc, István, Jutka). Az 1673-ban elhunyt Ferencnek hatsoros sírverset írt, amelyet kőbe vésetve a gyulafehérvári templomban helyezett el. Felesége halála után újra nősült. Második feleségétől, Németi Sófiától egy lánya született (Sófia).

## Művei
- Disputatio Philosophica De Cometis. Qvam... Sub Praesidio ... Johannis de Raei ... Publicè ventilandam proponit ... Auth. R. Ad diem 22., 23. Jun. ... Lugduni Batavorum, 1666.
- Dispuatio Medica Inauguralis, Continens Positiones varias per universam Medicinam. Qvam, Praeside ... Johannis Cocceji ... Publico ...examini subjicit ... Die 16. Julii ... Uo. 1668.